# Granulocitosi
La granulocitosi è un aumento, oltre al valore normale per età e per sesso, dei granulociti presenti nel sangue.

## Eziologia
Le cause sono infezioni, forme di leucemia e malattie autoimmuni. Anche la somministrazione di alcuni farmaci comporta l'aumento di granulociti.